# Shire of Narembeen
Shire of Narembeen is een lokaalbestuursgebied (LGA) in de regio Wheatbelt in West-Australië.

## Geschiedenis
Op 6 juni 1924 werd het Narembeen Road District opgericht. Ten gevolge van de Local Government Act van 1960 veranderde het district op 23 juni 1961 van naam en werd de Shire of Narembeen.

## Beschrijving
Shire of Narembeen is een landbouwdistrict in de regio Wheatbelt. Het is ongeveer 3.830 km² groot en ligt 286 kilometer ten oosten van de West-Australische hoofdstad Perth. Het administratieve en dienstencentrum van het district is Narembeen.
In 2021 telde Shire of Narembeen 787 inwoners. De hoofdplaats is Narembeen.

## Plaatsen, dorpen en lokaliteiten
- Narembeen
- Cramphorne
- Emu Hill
- Mount Walker
- South Kumminin
- Wogarl